# ディアナ・アブガル
ディアナ・アブガル（またはアプカル (Apcar);アルメニア語: Դիանա Աբգար (Diana Abgar)、1859年10月17日 - 1937年7月8日）は、短命に終わったアルメニア第一共和国（1918-1920年）の駐日名誉領事に任命された、ディアスポラのアルメニア人作家、人道主義者である。アルメニアの最初の女性外交官であり、20世紀に外交官に任命された最初の女性の1人でもある。

## 生涯
ディアナ・アガベグ（アガベギャン）は、洗礼名をガヤネといい、1859年10月17日にイギリス領ビルマのラングーン（現在のミャンマーのヤンゴン）で生まれた。父親は、イランの新ジュルファ出身で東南アジアに移住したアルメニア人だった。ディアナ・アプカルの母アヴェトは、イラン中南部の都市シーラーズ由来のタテオス・アヴェトゥム家の出身であった。ディアナは7人兄弟の末っ子だった。アプカルはカルカッタで育ち、地元の修道院付属学校で教育を受けた。ディアナは英語、アルメニア語、ヒンドゥスターニー語に堪能となった。ディアナは、母方の家族であるアガベギャンの出身地である新ジュルファのアプカル家の末裔、マイケル・アプカルと結婚した。アプカル家は、東南アジア各地で商人として成功した。特にシェラック・ラッカー・真珠の輸出入で成功を収めた。1891年、ディアナは夫とともに日本に渡り、家業の創設と拡大に努めた。夫婦は5人の子供をもうけたが、そのうち3人だけが生き残った。67歳になったアプカーは、視力の衰え、難聴、関節炎など多くの身体的問題を抱えていた。そのため、1937年7月8日の朝、横浜で亡くなった。外国人墓地の夫のそばに埋葬され、現在は東京に本拠を置く日本アルメニア友好協会が世話をしている。

## 外交官としての経歴
1918年5月28日、アルメニア共和国が独立したとき、アルメニアはどの国際国家からも認められていなかった。しかし、1920年、アプカルの働きかけにより、日本は新共和国の独立を承認した最初の国の1つになった。当時外務大臣であったハモ・オハンジャニャンは、その努力に敬意を表し、ディアナ・アプカルを駐日名誉領事に任命した。これにより、彼女はアルメニア初の女性外交官で、20世紀に入ってから初めて外交官に任命された女性の一人となった。しかし、1920年にアルメニア第一共和国が崩壊すると、役職は突然打ち切られた。

## 作品

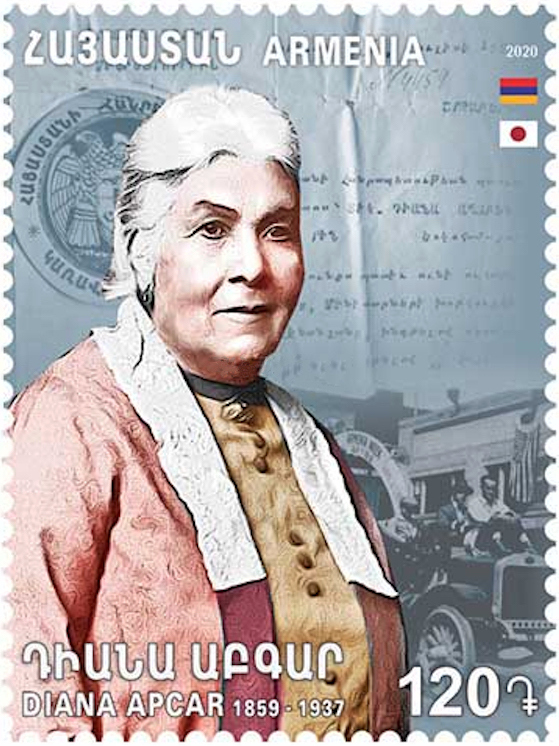
アルメニアの2020年の切手に描かれたアブガル

息子が日本での家業を継いでから、アプカルは人道的、文学的、外交的な仕事に専念する時間ができた。アプカルは、『ジャパン・アドバタイザー』、『ファー・イースト』、『ジャパン・ガゼット』、『アルメニア』（後に『ニュー・アルメニア』と改称）など、数多くの雑誌や新聞に寄稿した。作品の多くは、抑圧された人々とその境遇をテーマにしている。また、世界的な認識を高めるために、オスマン帝国におけるアルメニア人の窮状についても書いている。1920年までに、アルメニア人虐殺をテーマにした本を9冊以上書いている。また、国際関係と帝国主義が世界情勢と世界平和に与える影響についても多くの記事を書いた。こういった著作には次のようなものがある。
- The Great Evil. Yokohama, Japan: “Japan Gazette” Press, 1914, 114 pp.
- Peace and No Peace. Yokohama, Japan: “Japan Gazette” Press, 1912, 101 pp.
- The Peace Problem. Yokohama, Japan: “Japan Gazette” Press, 1912, 131 pp.
- On the Cross of Europe’s Imperialism: Armenia Crucified. Yokohama, Japan: 1918, 116 pp.[3]

- In His Name ... Yokohama, Japan: “Japan Gazette,” 1911. 52 pp.
- Betrayed Armenia. Yokohama, Japan:  “Japan Gazette” Press, 1910, 77 pp.
- The Truth about the Armenian Massacres. Yokohama, Japan: “Japan Gazette,” 1910, 26 pp.
- Home Stories of the War. Kobe, Japan: The Kaneko Printing Works, 1905, 47 pp.
- Susan. Yokohama, Japan: Kelly and Walsh, Limited, 1892, 109 pp.

## The Stateless Diplomat
ディアナ・アプカルの曾孫であるミミ・マラヤンは、2004年に彼女の著作が入った箱を見つけ、彼女の人生を研究し始めた。2018年には、未発表の著作を用いたドキュメンタリー映画『The Stateless Diplomat』を完成させた。また、ディアナ・アプカルの出版物の多くを利用できるようにするウェブサイトも立ち上げた。